# Alchemilla hissarica
Alchemilla hissarica är en rosväxtart som beskrevs av P.N. Ovchinnikov och T.F. Kochkareva. Alchemilla hissarica ingår i släktet daggkåpor, och familjen rosväxter. Inga underarter finns listade i Catalogue of Life.